# Parafia św. Wojciecha i św. Katarzyny w Boluminku
Parafia Świętego Wojciecha i Świętej Katarzyny w Boluminku – parafia rzymskokatolicka w diecezji toruńskiej, w dekanacie Unisław Pomorski, z siedzibą w Boluminku.

## Historia
Parafia w Boluminku po raz pierwszy jest wspomina w źródłach w 1445 r. W końcu XVI w. parafia utraciła swą samodzielność i została włączona jako filia do Ostromecka. W roku 1747 dziedzic Ostromecka i patron kościoła Paweł Michał Mostowski połączył Boluminek z Ostromeckiem. Na mocy układu zawartego w 1859 roku między stolicą biskupią a dziedzicem majoratu ostromeckiego plebanię przeniesiono do Boluminka. Obecny kościół pw. św. Wojciecha i św. Katarzyny wzniesiony został w latach 1755–77 (w miejscu poprzedniego drewnianego z 1667 r.). W latach 1909–1910 kościół został gruntownie przebudowany, powiększony o transept i nowe prezbiterium z dwiema zakrystiami po bokach oraz wieżę od zachodu, a w dzień św. Józefa 1910 roku benedykowany przez X. dziekana Prabuckiego. Na szczególną uwagę zasługuje gotycka rzeźba NP. Marii z dzieciątkiem z XV wieku. Organy o zewnętrznej oprawie neoklasycystycznej i współczesnym ich wyposażeniu, zbudował w 1910 roku P.B. Voelkner z Bydgoszczy.
Kościół w Dąbrowie Chełmińskiej pw. Wniebowzięcia NMP został zbudowany na przełomie XIX i XX w. Służył on gminie ewangelicko-unijnej. W 1945 r. ludność tego wyznania opuściła wieś. W 1948 roku kościół jako filialny przekazano w użytkowanie parafii Boluminek.

## Miejscowości należące do parafii
- Bolumin, Dąbrowa Chełmińska, Gierkowo, Janowo, Linie, Otowice, Wałdowo Królewskie, Skłudzewo